# Hanuszów

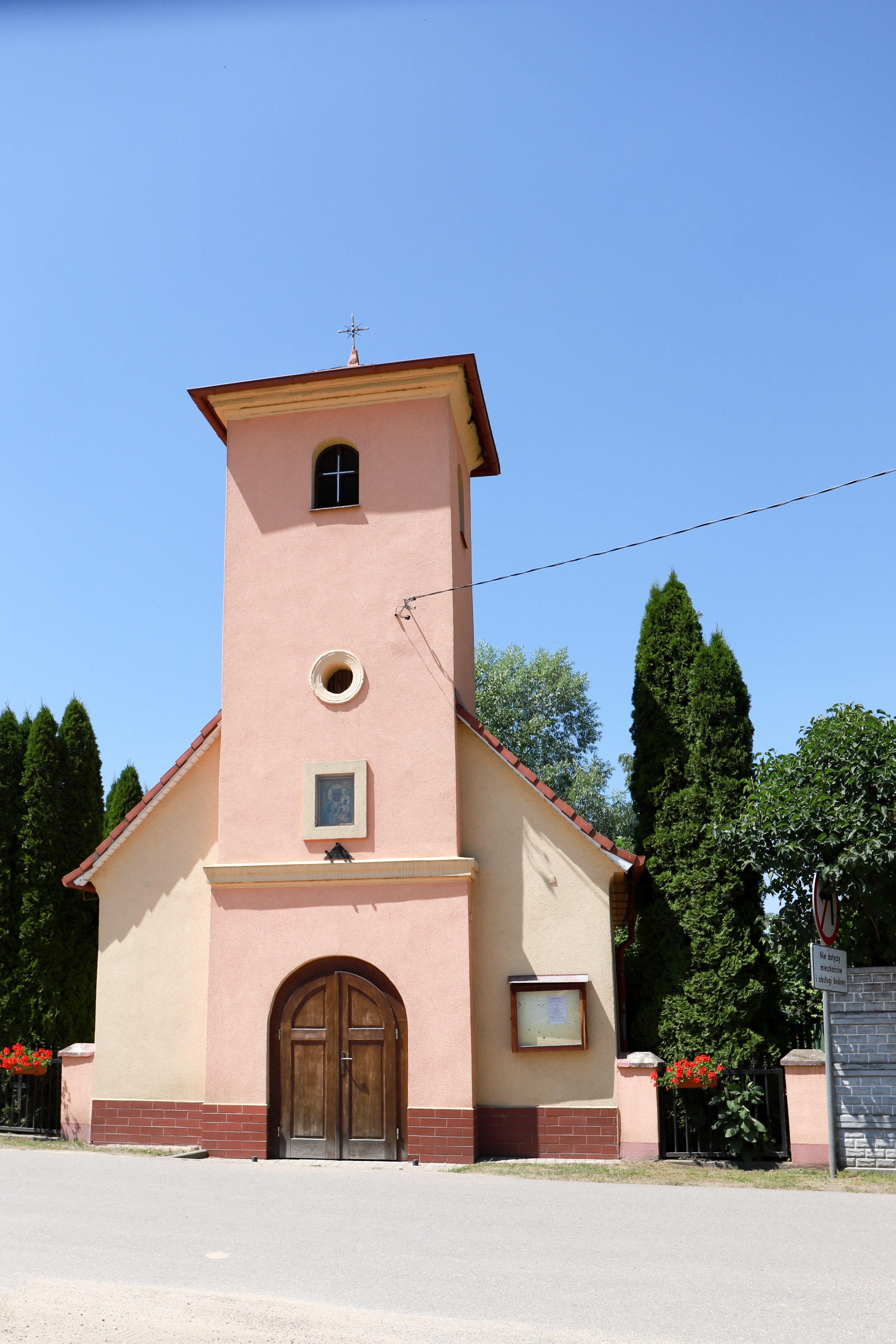
Kapelle in Hanuszów

Hanuszów (deutsch Hannsdorf) ist eine Ortschaft der Stadt-Land-Gemeinde Nysa (Neisse) in Polen. Sie liegt im Powiat Nyski (Kreis Neisse) in der Woiwodschaft Opole.

## Geographie

### Geographische Lage
Hanuszów liegt im Südwesten der historischen Region Oberschlesien. Der Ort liegt etwa sechs Kilometer nördlich des Gemeindesitzes und der Kreisstadt Nysa und etwa 50 Kilometer südwestlich der Woiwodschaftshauptstadt Opole.
Hanuszów liegt in der Nizina Śląska (Schlesische Tiefebene) innerhalb der Równina Wrocławska (Breslauer Ebene). Durch den Ort verläuft die Landesstraße Droga krajowa 46.

### Nachbarorte
Nachbarorte von Hanuszów sind im Norden Strobice (Struwitz), im Südosten Złotogłowice (Groß Neundorf), im Südwesten Regulice (Rieglitz) und im Nordwesten Bykowice (Beigwitz).

## Geschichte
Das Dorf wurde 1268 erstmals als Villa Johannis erwähnt. In dem Werk  Liber fundationis episcopatus Vratislaviensis aus den Jahren 1295–1305 wird der Ort als Hannustorph erwähnt. 1325 erfolgte eine Erwähnung als Hannstorf.
Nach dem Ersten Schlesischen Krieg 1742 fiel Hannsdorf mit dem größten Teil Schlesiens an Preußen. 1784 gab es ein Schulmeisterhaus im Dorf.
Nach der Neuorganisation der Provinz Schlesien gehörte die Landgemeinde Hannsdorf ab 1816 zum Landkreis Neisse im Regierungsbezirk Oppeln. 1845 bestanden im Dorf eine Kapelle, ein Schmied und 26 weitere Häuser. Im gleichen Jahr lebten in Hannsdorf 159 Menschen, allesamt katholisch. 1855 lebten 153 Menschen im Ort. 1865 zählte der Ort eine Erbscholtisei, 8 Bauernhöfe, 4 Gärtner- und 11 Häuslerstellen. 1874 wurde der Amtsbezirk Groß Neundorf gegründet, welcher aus den Landgemeinden Groß Neundorf, Hannsdorf und Weitzenberg bestand. 1885 zählte Hannsdorf 172 Einwohner.
1933 lebten in Hannsdorf 135, 1939 wiederum 124 Menschen. Bis 1945 befand sich der Ort im Landkreis Neisse.
1945 kam der Ort unter polnische Verwaltung, bis es mit dem Zwei-plus-Vier-Vertrag auch völkerrechtlich zu Polen kam. Der Ort wurde in Hanuszów umbenannt. 1950 kam das Dorf zur Woiwodschaft Opole. 1999 kam der Ort zum wiedergegründeten Powiat Nyski.